# Legis actio per condictionem
Die legis actio per condictionem war ein altziviler römischer Spruchformelprozess der frühen römischen Republik. Er gehört zum Prozesstyp der Legisaktionenverfahren und ist von allen diesen am spätesten entstanden. Die Klage war zweigeteilt und verlief ohne das Prozessrisiko des Verlustes eines Wetteinsatzes (sacramentum). Schon wieder abgeschafft wurde sie wohl durch die lex Aebutia de formulis im 2. Jahrhundert v. Chr. Die Klage gilt als Vorläufer der später eingeführten und bis heute sehr bedeutsamen bereicherungsrechtlichen Kondiktionen (condictiones).
Im ersten Schritt des zweigeteilten Prozesses (in iure) hatte der Kläger den Gegenstand seines Begehrens genau zu formulieren. Die Klageziele waren dabei so geregelt, dass zum Schuldgrund keine Angaben gemacht werden mussten. Leugnete der Beklagte seine Verpflichtung, wurde er aufgefordert, binnen 30 Tagen beim Magistraten zu erscheinen, um die Richterbestellung entgegenzunehmen und den Prozess im zweiten Schritt (apud iudicem) fortzuführen. Die Obliegenheit des Gerichtsmagistraten, im Termin präsent sein zu müssen, war in der Forschung teils bestritten worden. Diese Vertagung um 30 Tage, brachte der Verfahrensart ihren Namen condictio ein. Diese Bedenkzeit konnte der Beklagte nutzen, um seine weitere Einlassung auf den Rechtsstreit zu überdenken und entsprechend zu handeln.
Ausweislich der gaianischen Institutionen wurde die Klage für „bestimmte Geldsummen“ wohl im Wege einer lex Silia (unbekannten Datums) eingeführt, um persönlichen Ansprüchen aus einer Beschwer (dari oportere) Rechtsschutz zu bieten. Als Streitgegenstand kamen neben bestimmten Forderungen zur Zahlung „bestimmter Geldsummen“ (certa pecunia) auch die Leistung „sonstiger bestimmter Sachen“ (certa res) in Betracht. Eingeführt wurde letzterer Anspruch durch eine lex Calpurnia.
In der klassischen Zeit entwickelte Gaius aus der Norm eine über die Tatbestände hinausgehende Anspruchsgrundlage (omnis certa res), um nicht näher bestimmbaren Anwendungsbereichen aus Gründen der Flexibilität und Prozessökonomie Rechtsschutz bieten zu können. Als später der Formularprozess das Verfahren der Legisaktionen einschränkte, wurde die legis actio per condictionem unter die allgemeiner gültigen actiones in personam subsumiert.
Verfolgt wurden mit der Klage von früh an Ansprüche aus Stipulation und aus Bereicherungsrecht. Auslöser waren zumeist Leistungsstörungen aus Kreditgeschäften, dass etwa eine Darlehensvaluta zurückgefordert wurde. Eine dreißigtägige Frist sollte dazu dienen, dass sich die Parteien im Vorfeld einigen sollten, bevor ansonsten die Legisaktion und in Zeiten des Formularprozesses die actio certae creditae pecuniae zum Zug kam. Der Richter (iudex) wurde vom Prätor terminlich angewiesen. Unterlag der Beklagte im Prozess, drohte ihm nach Ablauf einer weiteren dreißigtägigen Frist die Verhaftung im Wege der legis actio per manus iniectionem.

## Quelle
- Gaius: Institutiones 4, 17–20.